# 高尚志 (嘉靖丁未進士)
高尚志（1514年—？年），字以達，號廉泉，湖廣荊州府石首縣人，民籍，治《書經》，明朝政治人物。

## 生平
嘉靖十九年（1540年）庚子科湖廣鄉試第五十二名舉人。嘉靖二十六年（1547年）中式丁未科會試第七十一名，登第三甲第一百七十六名進士。刑部觀政，授海宁知县，升兵部主事、员外郎，出为陕西佥事、江西参议。

## 家族
曾祖高伯溫；祖父高綱；父高迪，母賀氏。子高荐（举人、任礼部司务）、高迈、高荩、高孶。